# パインハースト (ノースカロライナ州)
パインハースト（Pinehurst）は、アメリカ合衆国ノースカロライナ州のムーア郡にある村。
人口は1万7581人（2020年）。ファイエットビル の西70キロメートルに位置している。
パインハーストは「アメリカンゴルフのふるさと」と呼ばれるゴルフのメッカである。全米最大級のゴルフ場「パインハースト・リゾート」が立地している。

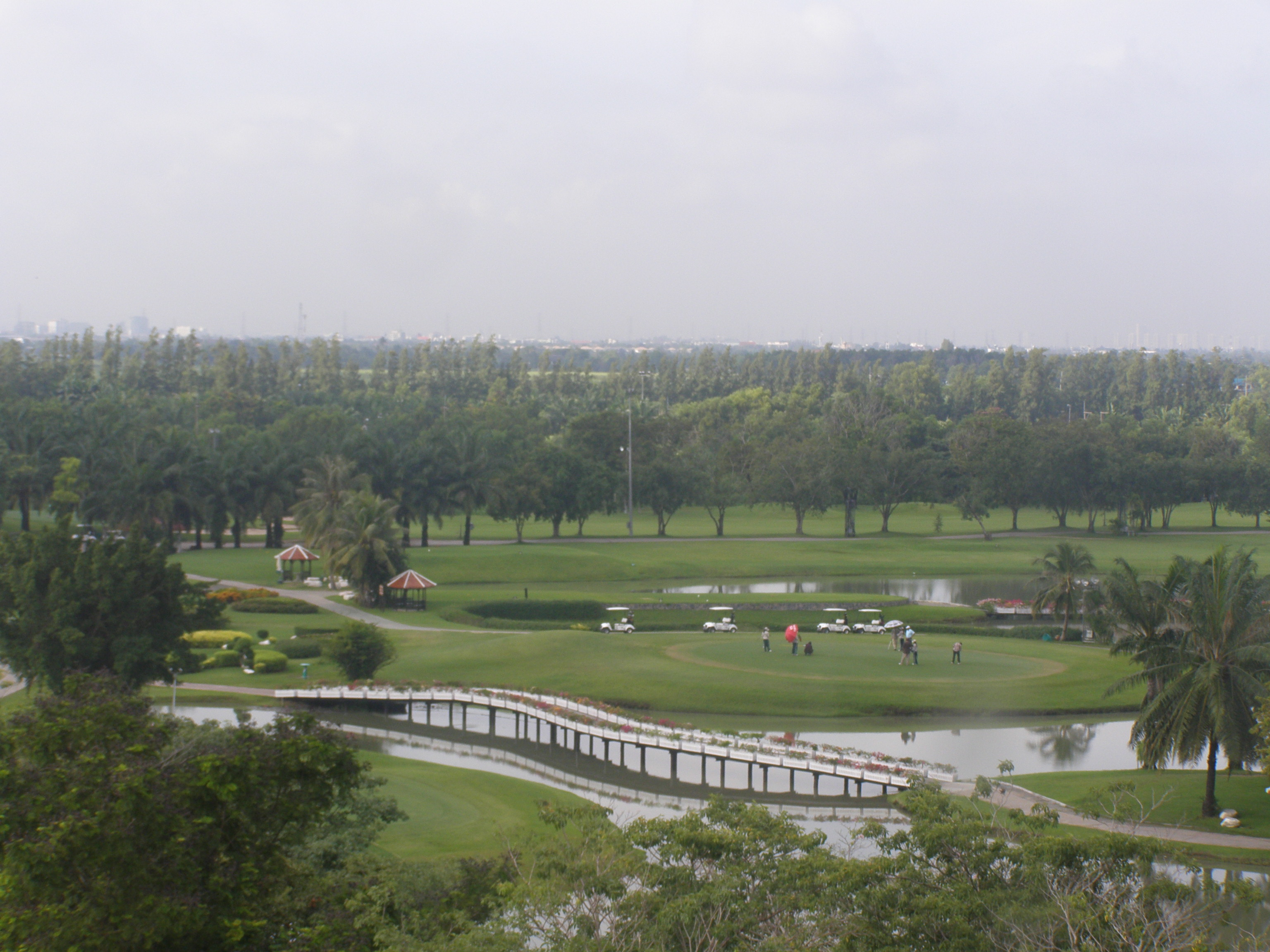
パインハーストゴルフ場